# 아폰수 드 알부케르크
아폰수 드 알부케르크(Afonso de Albuquerque, 1453년? ~ 1515년 12월 16일)은 포르투갈의 군인이자 정복자이며 정치인, 제국 건설자이었다.
알부케르크는 기독교를 퍼뜨리고, 향신료의 무역을 유지하고, 포르투갈의 아시아 제국의 성립을 바탕으로 이슬람에 대해 3배 강력한 정책을 실시하였다. 그의 업적 중에서, 그는 첫 번째로 페르시아만에 들어간 유럽인이기도 하고, 홍해로 유럽 함대와 함께 첫 여정을 보낸 사람이기도 하다. 그의 군대와 관료들은 포르투갈의 동양의 식민지와 오세아니아 동쪽까지 향신료 무역을 유지하고 발전하는데 매우 중요한 역할을 하였다.
알부케르크는 일반적으로 천재적 군사 전략가 혹은 "당대 최고의 해군 제독"으로도 알려져 있다. 그는 인도양의 교역 루트를 장악하여 오토만 제국과 그의 동맹국들을 압박하려고 하였다.